# 中國大媽

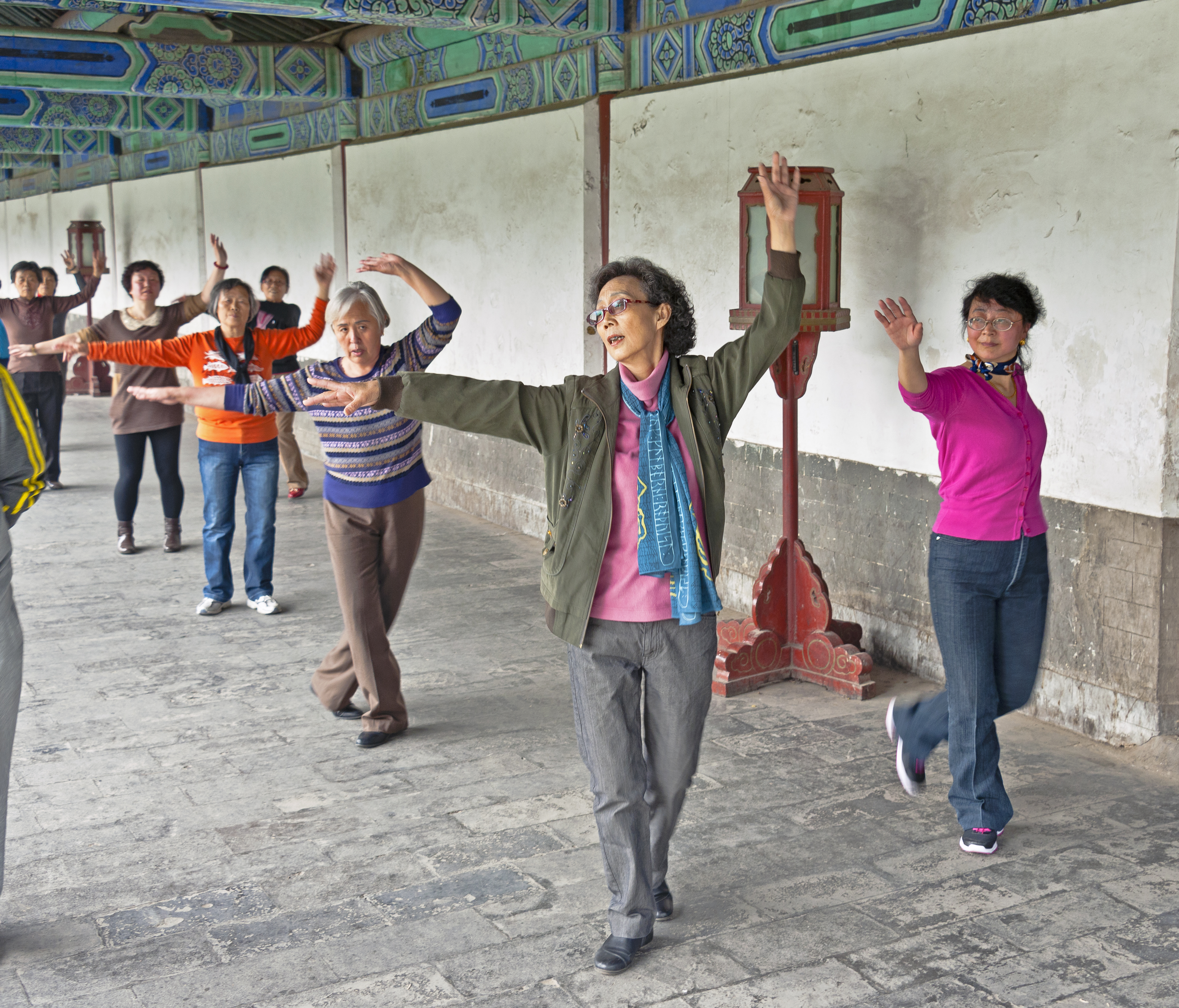
2014 年，正在北京天坛公園跳廣場舞的中國大媽

中國大媽是一個用於描述中國中年女性的術語。該詞涵蓋多種含義，並隨著時間有所演變。該術語在現今最普遍的定義是，經歷了大規模社會、經濟與人口變遷，在投資、社交和時尚選擇上，展現出不同於早期同齡女性的行為特徵。
在傳統上，「大媽」一詞具有三層意涵：可指「阿姨」、40至60歲之間的已婚婦女，或在一夫多妻制中的正室妻子。此詞語原帶有正面意涵，是用於形容樸實家庭主婦的愛稱，這些主婦通常不關心最新潮流。 2013年，隨著金價下跌，大批中國中年女性投入大量資金購買黃金。這一現象與社會及經濟因素有關，這些女性掌握可支配收入並負責家庭財務，並將黃金視為贈與女兒和媳婦的理想禮物。
大媽的黃金購買行為導致經濟泡沫，使黃金價格上漲。 《貨幣戰爭》的作者宋鸿兵首次將這些購買黃金的婦女稱為「大媽」。2013年8月， 《華爾街日報》發布了一段關於大媽對黃金市場影響的影片，成為首個在英文媒體中使用羅馬拼音「大媽」（damas）的報導。 最初，媒體讚揚大媽成功對抗華爾街投資者的智慧，然而在金價下跌後，媒體轉而批評，將其描繪為盲目投資黃金的貪婪女性，進而使「大媽」一詞帶上負面含義。此後，「大媽」被視為在投資上缺乏對他人考量的群體。
典型的大媽形象是一群喜欢跳廣場舞來鍛鍊身體、與同齡女性建立友誼的女性。媒體的負面報導常集中於大媽在公共场所大聲播放音樂，並因此與附近居民發生衝突。大媽經常穿著色彩鮮豔的亮色衣物、低跟便鞋和緊身褲，並在人際互動中展現直率的特質，且在與同齡女性的友誼中表現活力。她們在微信等社交媒體上花費大量時間與親朋好友交流信息。除了黃金外，大媽們也積極投資於中國國內外的房地產、比特幣和當地的股票市場。
大媽們經歷過大跃进和文化大革命，這兩個時期充滿饑荒與困難，塑造了她們的節儉性格。文化大革命期間，社會上對孝道的重視程度下降，並對年輕人的關注增加。隨著預期壽命的提高，大媽們通常被視為中年人而非老年人。在以往的老年生活模式變得過時的背景下，大媽們開創了自己的老年生活方式。社會有時對她們的行為產生誤解與嘲諷。华南师范大学教授滕薇寫道：「當我們將『大媽』用作侮辱別人時，實際上是暗示作為一名中年女性本身就有問題。这是年龄歧视和阶级歧视—是時候停止這種行為了。」 

## 社交活動

### 廣場舞
中國大媽們經常佔據公共空間進行自發的廣場舞。 廣場舞通常被稱為「大媽舞」，因為大媽與廣場舞之間有著密切的聯繫。這項活動指的是在公共廣場上進行的舞蹈。參與這項活動的人數約有一億人，主要參與者是中年女性。 並非所有大媽都參加廣場舞，也並非所有跳廣場舞的女性都是大媽。

## 相關事件
2024年10月30日，一名參加中國代購團的中國大媽在吉伊卡哇快閃店內瘋狂搶購吉伊卡哇公仔，將整個袋子塞滿後，在結帳時僅拿出一隻結算。由於店員人手不足且無權檢查顧客的袋子，便立即報警處理。隨後，多名警察迅速抵達現場，並開始檢查所有顧客的袋子，店家因此暫停營業。